# Sphecodes knetschi
Sphecodes knetschi är en biart som beskrevs av Cockerell 1898. Sphecodes knetschi ingår i släktet blodbin, och familjen vägbin. Inga underarter finns listade i Catalogue of Life.